# معیار پایداری بارک‌هاوزن

برای یافتن بهره حلقه، حلقه بازخورد در نقطه‌ای شکسته‌شده در نظر گرفته می‌شود و خروجی v_{o} برای یک ورودی معین v_{i} محاسبه می‌شود:

بلوک دیاگرام یک مدار نوسان‌ساز بازخوردی که معیار بارک‌هاوزن برای آن اعمال می‌شود. از یک عنصر تقویت‌کننده A تشکیل‌شده‌است که خروجی آن v_{o} از طریق یک شبکه بازخورد β(jω) به ورودی v_{f} بازگردانده می‌شود.

در الکترونیک، معیار پایداری بارک‌هاوزن (به انگلیسی: Barkhausen stability criterion) یک شرط ریاضی برای تعیین این است که درچه‌صورت یک مدار الکترونیکی خطی نوسان خواهدکرد. این معیار درسال ۱۹۲۱ توسط فیزیک‌دان آلمانی هاینریش گئورگ بارک‌هاوزن (۱۸۸۱–۱۹۵۶) مطرح‌شد. ین معیار، برای جلوگیری از نوسان‌کردن مدارهای الکتریکی دارای بازخورد منفی، مانند مدارهای آمپ‌اَمپی، و در طراحی نوسان‌سازها، کاربرد زیادی دارد.

## محدودیت‌ها
معیار بارک‌هاوزن در طراحی مدارهای خطی دارای بازخورد به میان می‌آید. نمی‌توان آن را مستقیماً روی عناصر فعال با مقاومت منفی مانند نوسان‌سازهای دیود تونلی اعمال کرد.
در نوسان پایدار، یک جفت قطب باید روی محور موهومی صفحه فرکانس مختلط قرار دارد. درعمل، پایدار ماندن نوسان‌ساز، با قرار داشتن قطب‌ها روی محور موهومی ناممکن است؛ بنابراین، در یک نوسان‌ساز پایدار، دو شرط زیر باید برقرار شوند؛
- بازخورد مثبت
- بهره حلقهٔ برابر با یک باشد ({\displaystyle |\beta A|=1\,}).

## معیار
اگر بهره تقویت‌کننده در مدار، A، و تابع انتقال مسیر بازخورد، β(j‌ω) باشد، بهره حلقه، βA است. نوسان مدار، تنها در فرکانسی پایدار خواهد بود که:
1. قدر مطلق بهره حلقه برابر واحد باشد؛ {\displaystyle |\beta A|=1\,}
2. فاز بهره حلقه، صفر یا مضربی از ۲π باشد؛ {\displaystyle \angle \beta A=2\pi n,n\in \{0,1,2,\dots \}}